# Station Haussmann Saint-Lazare
Haussmann - Saint-Lazare is een station aan lijn E van het RER-netwerk gelegen in het 9e arrondissement van Parijs. Tot 6 mei 2024 was het het eindpunt van lijn E, sindsdien is de lijn via de Porte Maillot en La Défense verlengd naar station Nanterre-La Folie. Het station werd geopend op 12 juli 1999 en bouwkosten bedroegen €275 miljoen.

## Overstappen
Het station maakt deel uit van een groot ondergronds complex. De volgende stations zijn te bereiken:
- Station Auber
- Havre - Caumartin (metrostation)
- Opéra (metrostation)
- Saint-Augustin (metrostation)
- Saint-Lazare (metrostation)
- Station Paris Saint-Lazare

## Vorige en volgende stations
| Richting       | Vorig station  | Lijn  | Volgend station         | Richting                                |
| -------------- | -------------- | ----- | ----------------------- | --------------------------------------- |
| Magenta        | Magenta        | RER E | Neuilly - Porte Maillot | Nanterre-La Folie                       |
| Eindbestemming | Eindbestemming | RER E | Magenta                 | Chelles-Gournay                         |
| Eindbestemming | Eindbestemming | RER E | Magenta                 | Villiers-sur-Marne - Le Plessis-Trévise |
| Eindbestemming | Eindbestemming | RER E | Magenta                 | Tournan                                 |